# Sanctuaire faunique de Hollongapar Gibbon
Le sanctuaire faunique de Hollongapar Gibbon (anglais : Hollongapar Gibbon Wildlife Sanctuary)  est une zone protégée indienne du district de Jorhat en Assam. Le sanctuaire s'étend sur 19,156 km².

## Histoire
Formellement désignée par Hulungapar Reserve Forest, cette zone a été inscrite comme Reserved forest en 1881, puis le gouvernement de l'Assam a décidé d'en augmenter la protection en l'inscrivant en tant que Wildlife Sanctuary en 1997. il se situe entre la ville de Jorhat et Mariani, respectivement à 12 km et 5 km.

## Faune et flore
Le parc se situe sur dans une forêt tropicale humide dans laquelle pousse une grande variété d'arbres, de bambous et d'orchidées, mais le sanctuaire est surtout renommé pour ces singes, on y trouve des houlocks, des entelles pileuses, des loris paresseux, des loris paresseux pygmées, des macaques ours, le macaques à queue de cochon, des macaques rhésus. On y trouve également des éléphants d'Asie, des panthères, des cochons sauvages, des Sambars, des pythons, des Ratufas ou des écureuils volants.